# Stenopelix
Стенопелікс (Stenopelix valdensis, букв. «вузький таз») — рід малих маргіноцефалових динозаврів, можливо, базальних цератопсів, з ранньої крейди Німеччини. Він існував у пізньому баремському етапі крейдового періоду, близько 140 мільйонів років тому. Рід базується на частковому скелеті без черепа — його класифікація базується на характеристиках стегон.

## Опис

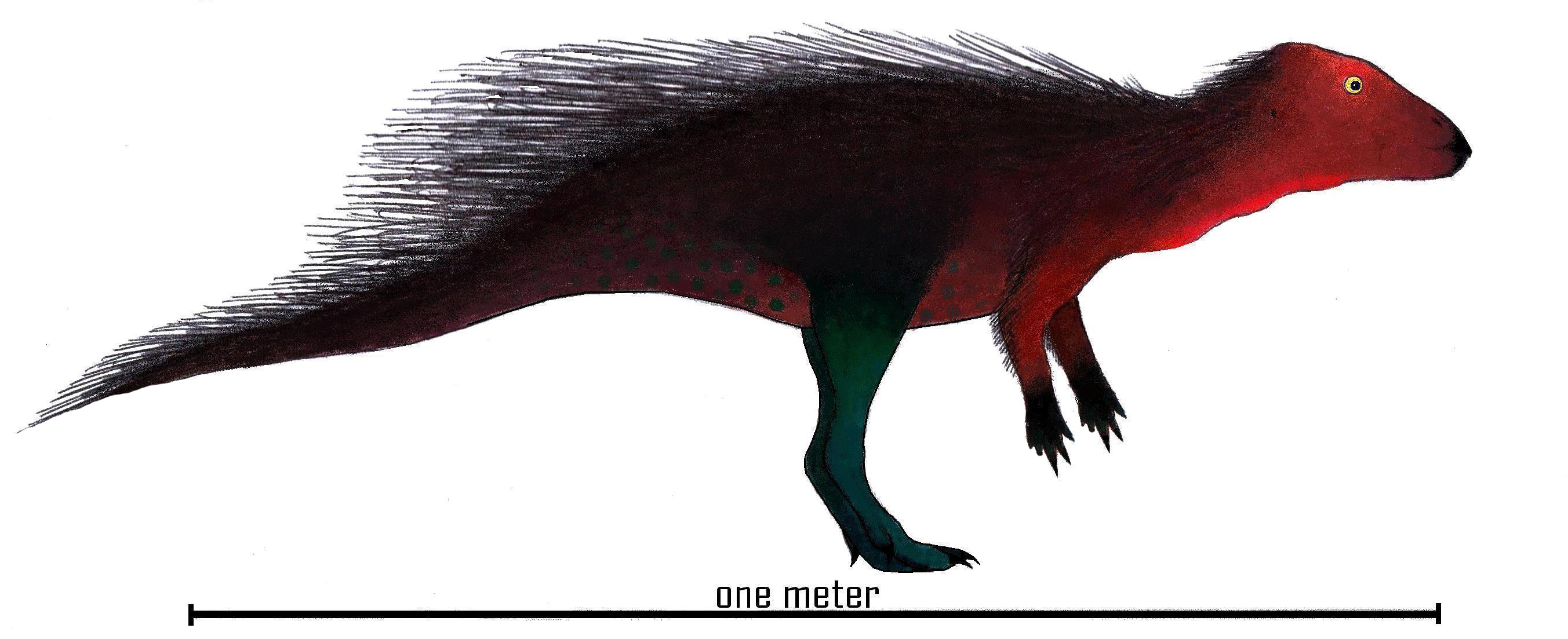
Реконструкція зовнішнього вигляду

Стенопелікс був невеликою травоїдною твариною, що сягала 1,4 м завдовжки та 10 кг вагою. Збережений круп і хвіст мають загальну довжину всього 97 сантиметрів. Стегнова кістка — 14 см завдовжки. Ідентифікувати вид можна за кількома деталями таза. Тіло клубової кістки рівномірно звужується, закінчуючись заокругленою точкою. Тіло сідничної кістки товстіше посередині та має характерний вигин.